# خوش‌نوای پریسا
خوش‌نوای پریسا (نام علمی: Gerygone palpebrosa) نام یک گونه از سرده خوش‌نوا است.